# Mike Livingston (veslač)
Michael Mike Kent Livingston, ameriški veslač, * 21. september 1948, Denver.
Mike je mlajši brat veslača Cleva Livingstona.
Za ZDA je nastopil na Poletnih olimpijskih igrah 1972 v Münchnu, kjer je v osmercu osvojil srebrno medaljo.